# Герман Шульц (підводник, 1913)
Герман Шульц (нім. Hermann Schulz; 22 квітня 1913, Гарзефельд — ?) — німецький офіцер-підводник, оберлейтенант-цур-зее крігсмаріне.

## Біографія
В грудні 1934 року вступив на флот. З квітня 1943 року — старший штурман на підводному човні U-255. В березні-жовтні 1944 року пройшов підготовку і курс командира човна. З 18 квітня по 2 травня 1945 року — командир U-2369, 3-6 травня — U-2327. В травні був взятий в полон. 7 серпня 1945 року звільнений.

## Звання
- Лейтенант-цур-зее (1 квітня 1944)
- Оберлейтенант-цур-зее (1 квітня 1945)

## Нагороди
- Медаль «За вислугу років у Вермахті» 4-го класу (4 роки)